# Стимиляно
Стимиля̀но (на италиански: Stimigliano) е село и община в Централна Италия, провинция Риети, регион Лацио. Разположено е на 207 m надморска височина. Населението на общината е 2206 души (към 2010 г.).